# Duroia kotchubioides
Duroia kotchubioides är en måreväxtart som beskrevs av Julian Alfred Steyermark. Duroia kotchubioides ingår i släktet Duroia och familjen måreväxter. Inga underarter finns listade i Catalogue of Life.